# Elecciones presidenciales de Costa Rica de 1917
Las elecciones presidenciales costarricenses de 1917 se realizaron tras el golpe de Estado de Costa Rica de 1917 del 27 de enero de ese mismo año durante el cual el presidente Alfredo González Flores fue derrocado por su ministro de Guerra y Marina Federico Alberto "Pelico" Tinoco, primer y único dictador en el siglo XX en la historia de Costa Rica, junto a su hermano el militar José Joaquín Tinoco Granados cuya dictadura solo duraría dos años. 
Tinoco gozaba del apoyo de la oligarquía cafetalera y banquera que había sido afectada por las reformas de González Flores, de importantes figuras políticas entre ellas (al menos inicialmente) Máximo Fernández Alvarado y Otilio Ulate Blanco, y del Ejército (comandado por su hermano). Pero también gozó, en un principio, de un importantísimo respaldo popular y el régimen tinoquista convocó una manifestación de fuerza que aglutinó a unas 25.000 personas el domingo 18 de marzo.
Tinoco convoca a elecciones presidenciales el 1 de abril de 1917 así como a elecciones de diputados constituyentes para la Asamblea Constituyente de 1917 que habría de redactar una nueva Constitución. Fue candidato único y recibió el 100% de los votos. Aunque en Alajuela el expresidente Rafael Iglesias Castro recibió 249 votos que fueron consignados como nulos.

## Resultados

### Presidente
| Candidato      | Candidato                | Partido       | Votos  | %   |
| -------------- | ------------------------ | ------------- | ------ | --- |
|                | Federico Tinoco Granados | Peliquista    | 62,817 | 100 |
| Blancos/Nulos  | Blancos/Nulos            | Blancos/Nulos | 249    | -   |
| Total          | Total                    | Total         | 63,066 | 100 |
| Fuente: Nohlen |                          |               |        |     |